# Hoover Institution

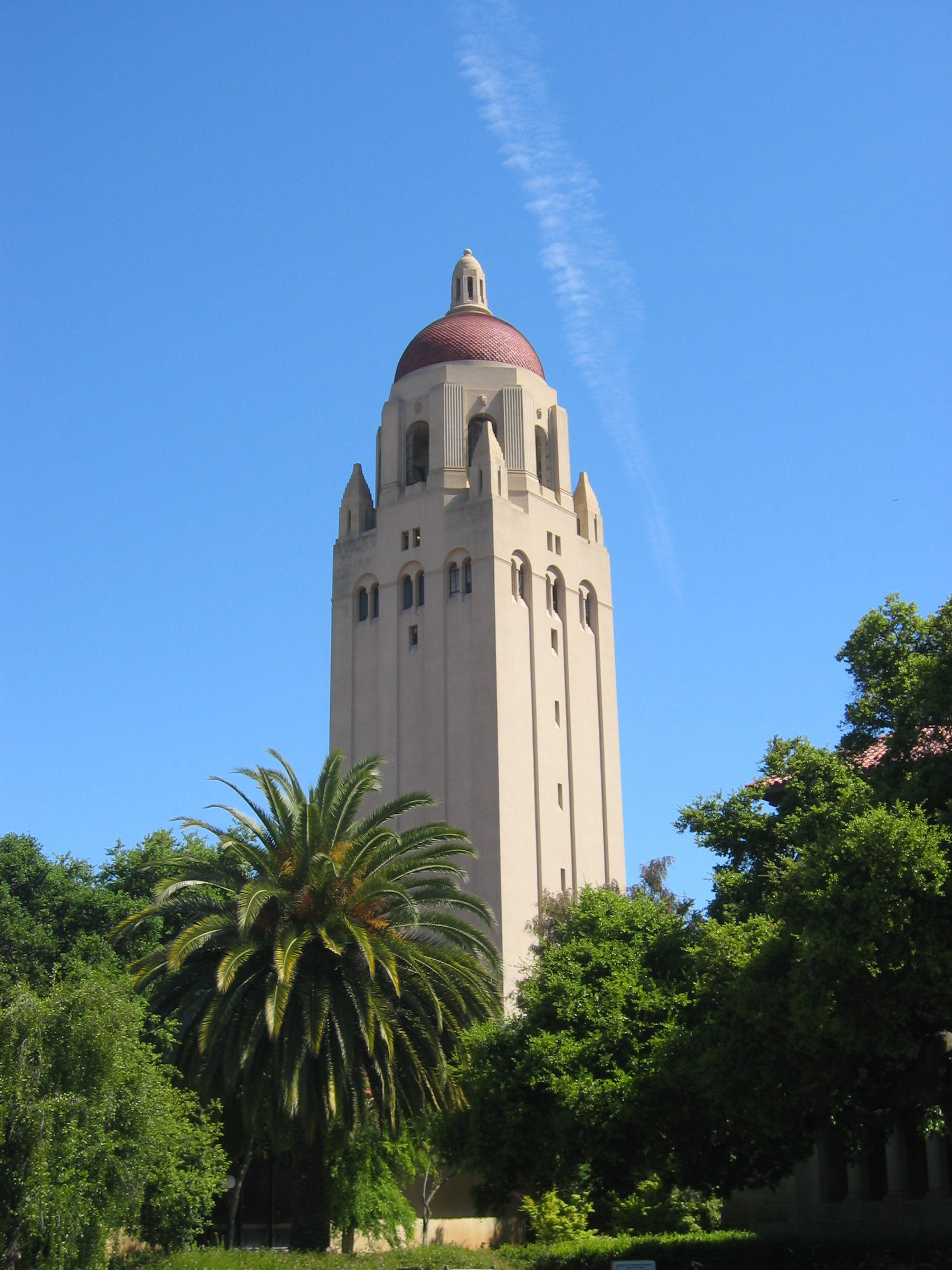
Der Hoover Tower an der Stanford University

Die englisch Hoover Institution on War, Revolution, and Peace ‚Hoover-Institution für Krieg, Revolution und Frieden‘ (kurz: Hoover Institution) ist eine US-amerikanische Denkfabrik mit zugehöriger Bibliothek sowie eine wissenschaftliche Einheit der Stanford University in Kalifornien. 

## Geschichte
Sie wurde 1919 von dem späteren Präsidenten der Vereinigten Staaten Herbert Hoover gegründet. Die Hoover Institution verfügt über ein großes Archiv zu Herbert Hoover, dem Ersten und Zweiten Weltkrieg. 
Die Hoover Institution hat großen Einfluss auf die konservativen und libertären Bewegungen der USA. Konservative Mitglieder US-amerikanischer Regierungen (etwa Donald Rumsfeld) haben am Institut Vorträge gehalten. Ein Treffen des Präsidenten George W. Bush mit den Forschern der Hoover Institution wurde 2006 durch Studenten der Stanford University und andere Demonstranten verhindert. Zu Lebzeiten waren Margaret Thatcher, Ronald Reagan, der Schriftsteller Alexander Solschenizyn, der Ökonom Milton Friedman Fellows an der Hoover Institution.

## Organisation
Die Hoover Institution ist formal Teil der Stanford University, operiert aber relativ autonom als eigenständige wissenschaftliche Einheit. Sie besitzt ein Stiftungsvermögen von US$ 735 Millionen (Stand: Dezember 2021). Ein Teil der Hoover Institution ist im Hoover Tower untergebracht.
Die vormalige U.S.-Außenministerin und Politikwissenschaftlerin Condoleezza Rice ist seit 2020 Präsidentin der Hoover Institution.

### Etat
Hoover wird überwiegend durch Spenden von Stiftungen großer amerikanischer Konzerne, wie JP Morgan, General Motors, Exxon oder Procter & Gamble, finanziert. Seit 2001 publiziert sie die Zeitschrift Policy Review.

### Forschung
Derzeit (Stand: Februar 2022) sind Forscher wie der britisch-amerikanische Historiker Niall Ferguson, der Finanzwissenschaftler John Cochrane, der Militärwissenschaftler und vormalige Armee-General H. R. McMaster, der General und ehemalige U.S.-Verteidigungsminister James N. Mattis, der Politikwissenschaftler und ehemalige U.S.-Botschafter in Russland Michael McFaul, der Oekonom John B. Taylor, und der Historiker Timothy Garton Ash an der Hoover Institution berufen. 

## Kontroversen
Die Hoover Institution zählt zu einer Vielzahl konservativer Think Tanks, die seit mindestens Anfang der 1990er Jahre Klimawandelleugnung betrieben haben.